# Māfand Āb
Māfand Āb (persiska: مافند آب) är en ort i Iran.   Den ligger i provinsen Khorasan, i den östra delen av landet, 800 km öster om huvudstaden Teheran. Māfand Āb ligger 1 969 meter över havet och antalet invånare är 102.
Terrängen runt Māfand Āb är kuperad åt nordväst, men åt sydost är den platt.Runt Māfand Āb är det glesbefolkat, med 12 invånare per kvadratkilometer. Närmaste större samhälle är Asadīyeh, 15,1 km öster om Māfand Āb. Trakten runt Māfand Āb är ofruktbar med lite eller ingen växtlighet.